# FC Krasnodar-2
El FC Krasnodar-2 (del ruso: ФК «Краснодар-2» Краснодар) es un equipo de fútbol de Rusia que juega en la Segunda División de Rusia, tercera categoría de fútbol en el país.

## Historia
Fue fundado el 1 de febrero de 2013 en la ciudad de Krasnodar por idea de Sergei Galitsky y es el principal equipo filial del FC Krasnodar, con lo que no puede jugar en la Liga Premier de Rusia y tiene que estar al menos una categoría por debajo del primer equipo.
El 27 de mayo de 2013 se confirmó la presencia del club en el grupo sur de la Segunda División de Rusia, y su debut se dio el 12 de julio de ese año con una derrota 1-3 ante el FC Chernomorets Novorossiysk.

## Jugadores

### Jugadores destacados
- Nikolay Komlichenko
- Khasan Akhriyev